# Gour

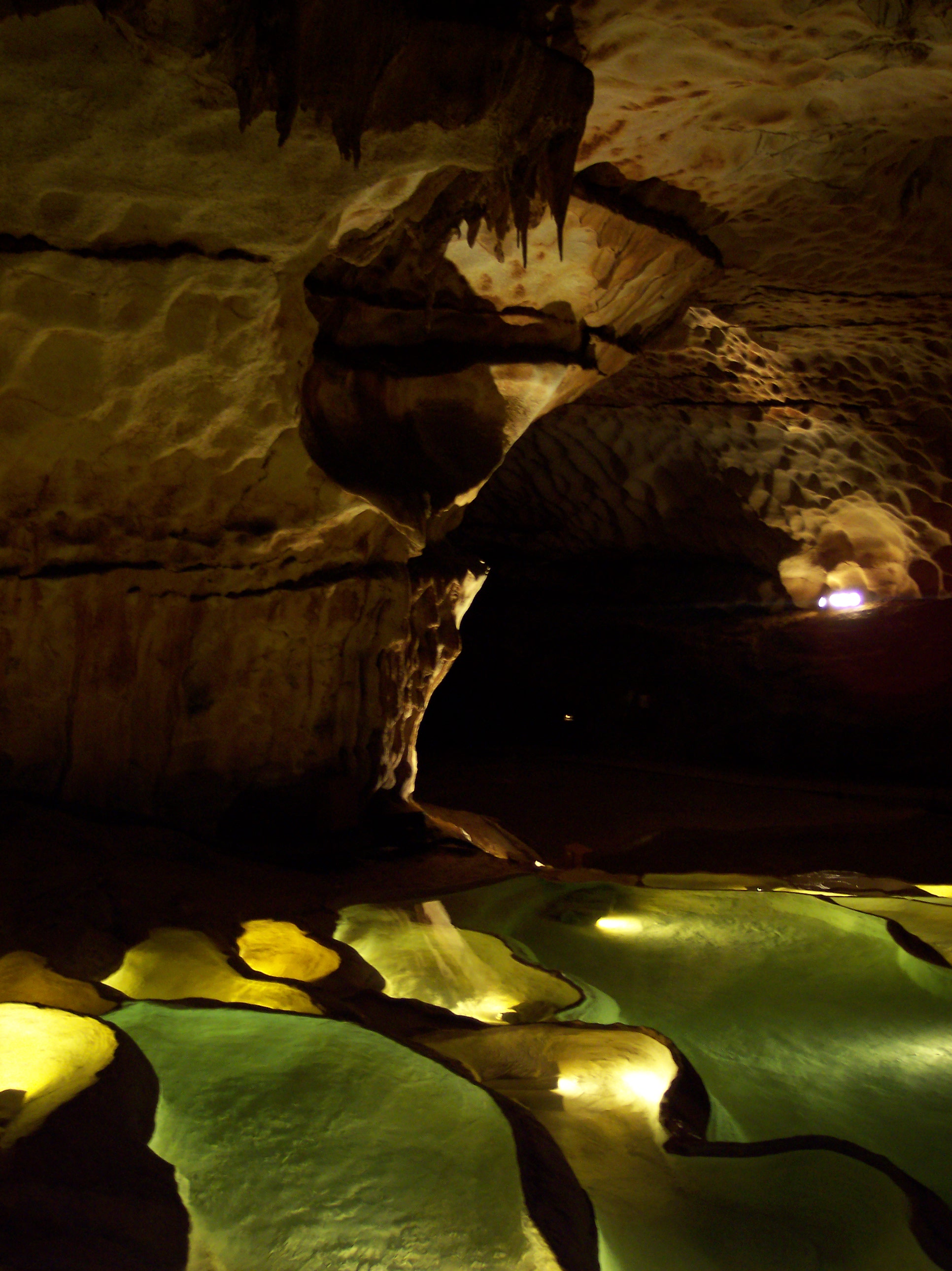
Gour de una de las grutas de Saint-Marcel-d'Ardèche.

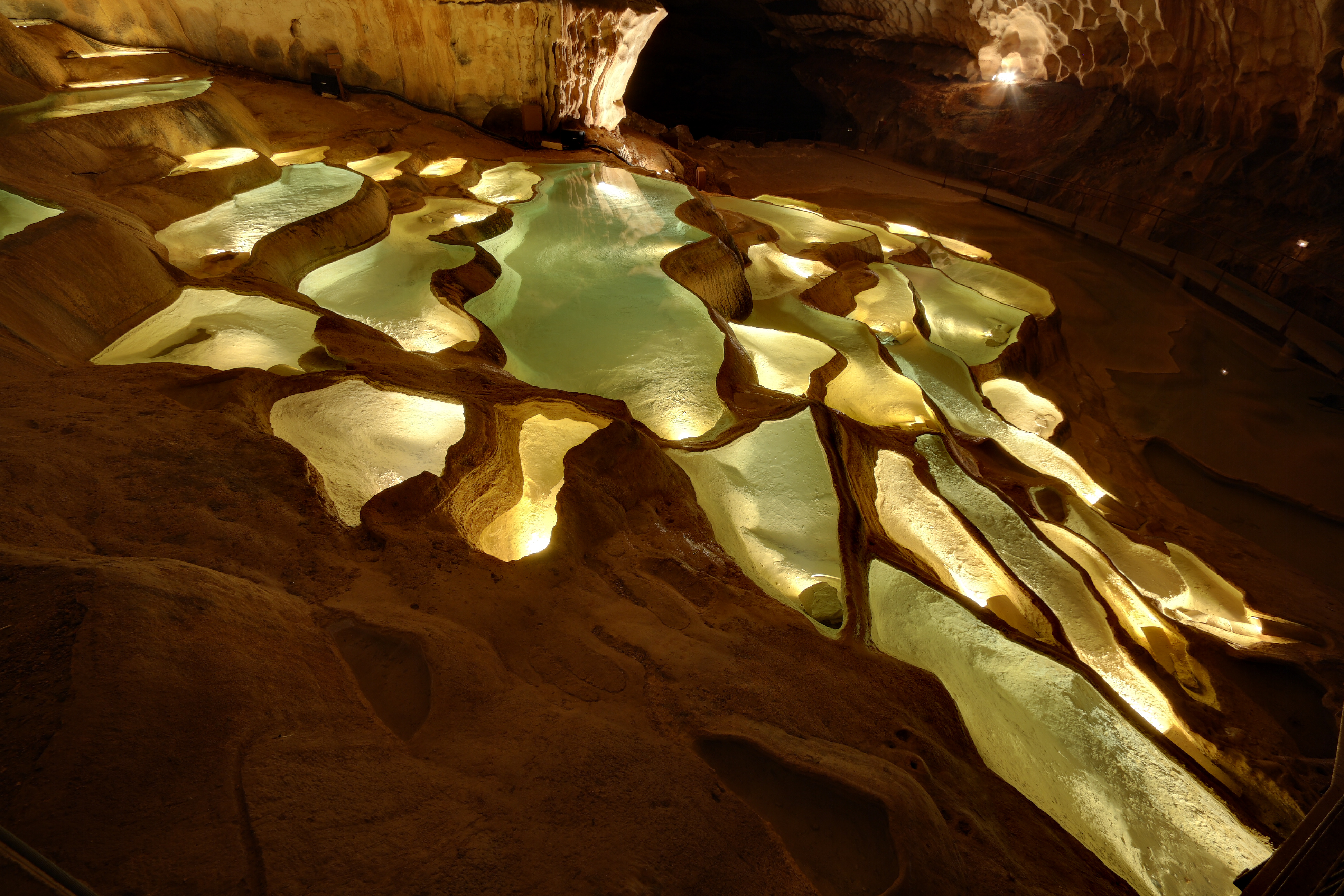
Las cuencas de la gruta de Saint-Marcel.

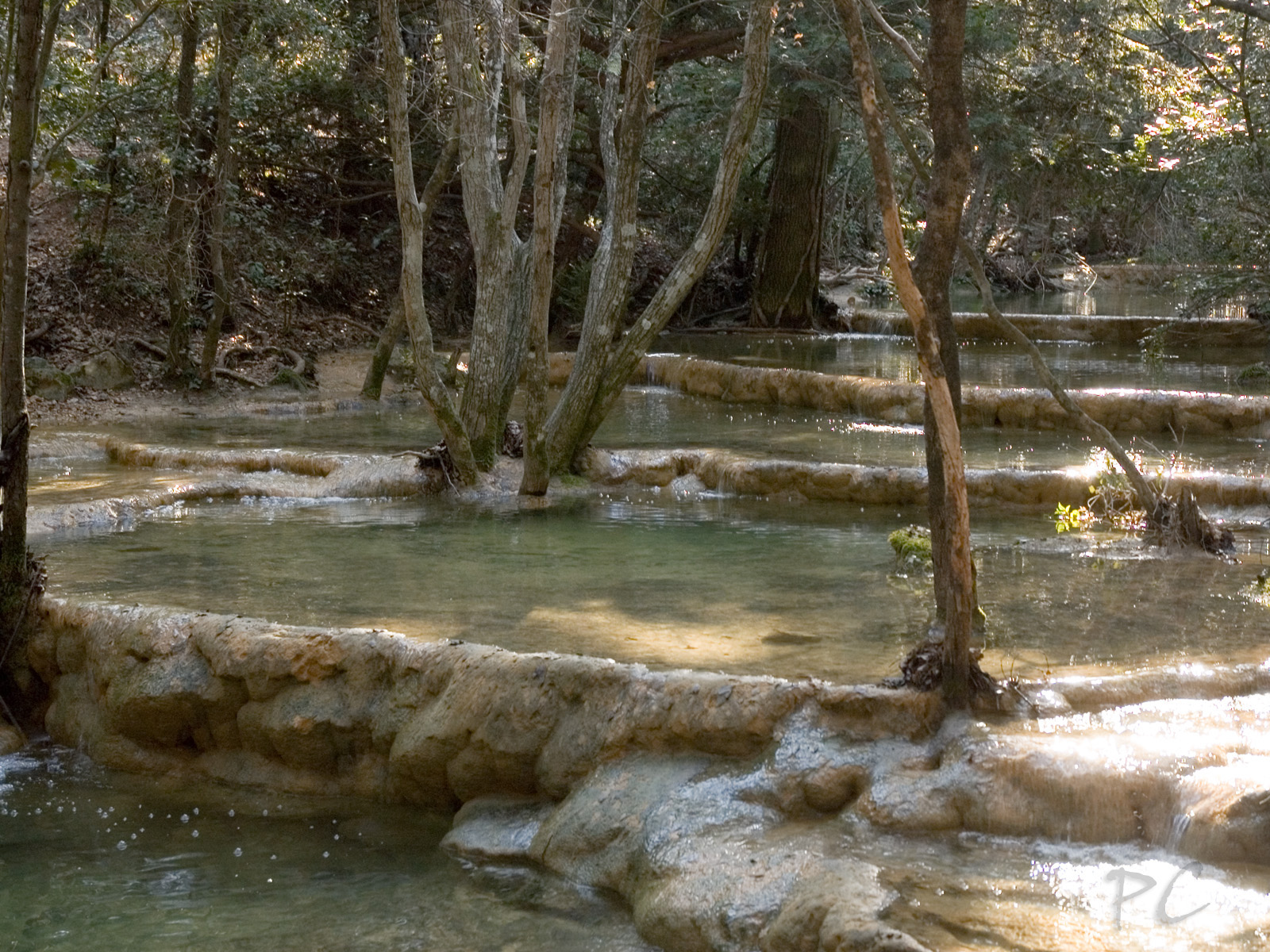
«Gours» en las fuentes del Huveaune.

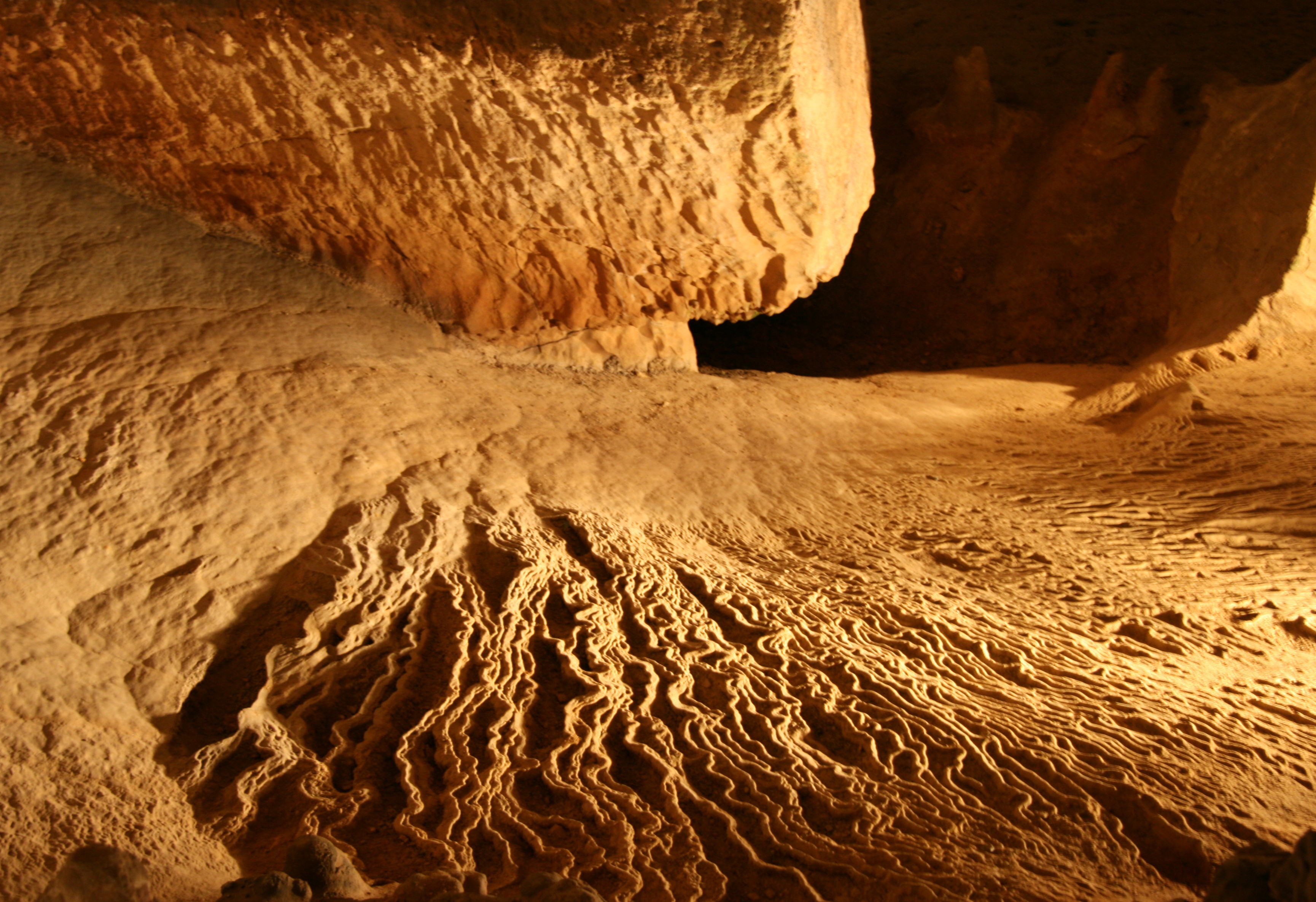
Gours en la cuevas Endless, Estados Unidos.

Un gour (un término usado originalmente en francés y procedente del occitano gorg [gur], «sima», «charco», a su vez del latín gurges, «sima», «gaznate») es una concreción carbonatada (espeleotema) que tiene forma de dique desarrollado sobre una pendiente por la que circula un curso de agua activo. Dan lugar a represamientos escalonados, siendo una forma bastante frecuente en cavidades kársticas.
También se puede hablar de microgours, que se forman exactamente igual que los gours normales pero sobre pendientes mucho más suaves y con un paso discontinuo del agua.
Por extensión, el término a veces se aplica inapropiadamente a un simple agujero lleno agua al aire libre, relativamente profundo, que conserva generalmente el agua durante la estación seca (véase también marmita de gigante)

## Características principales
Los gours son depósitos de calcita particulares. En ambientes karsticos, el agua de lluvia disuelve la piedra caliza infiltrándose en el suelo y enriqueciéndose en carbonato cálcico. Cuando se alcanza una cavidad subterránea, el agua puede evaporarse y formar diferentes tipos de espeleotemas (estalactitas, estalagmitas, etc). Si el agua se estanca en un charco ya existente en el suelo, la concentración de carbonato cálcico aumenta y la calcita se deposita en los bordes del charco. El suministro de agua debe ser suficientemente bajo o discontinuo para que no disminuya la concentración y no se detenga el fenómeno de concreción.
Los gours están a menudo dispuestos unos tras otros, con los gours  inferiores recibiendo el desbordamiento de agua de los gours situados aguas arriba.

## Sitios conocidos
Un conjunto espectacular de gours es visible en la gruta de Saint-Marcel (Ardèche, Francia).
Concreciones morfológicamente similares pueden formarse al aire libre dentro de toberas, como en las fuentes del Huveaune, en el macizo de Sainte-Baume (Var, Francia) o en Pamukkale, en Turquía. La roca es entonces un travertino, una forma mucho más vacuolar de calcita que la de los gours formados en un medio subterráneo.
En Charbonnières-les-Vieilles en el Puy-de-Dôme, el gour de Tazenat es en realidad un lago de origen volcánico y no un gour en sentido estricto.